# Condado de Harper (Kansas)
El condado de Harper (en inglés: Harper County) es un condado en el estado estadounidense de Kansas. En el censo de 2000 el condado tenía una población de 6.536 habitantes. La sede de condado es Anthony. El condado fue fundado el 26 de febrero de 1867 y fue nombrado en honor al sargento Marion Harper, un soldado de Kansas que murió cerca de Waldron (Arkansas) en 1863 durante la Guerra de Secesión.

## Geografía
Según la Oficina del Censo, el condado tiene un área total de 2.080 km² (803 sq mi), de la cual 2.076 km² (801 sq mi) es tierra y 4 km² (2 sq mi) (0,19%) es agua.

### Condados adyacentes
- Condado de Kingman (norte)
- Condado de Sumner (este)
- Condado de Grant, Oklahoma (sureste)
- Condado de Alfalfa, Oklahoma (suroeste)
- Condado de Barber (oeste)

## Demografía
En el  censo de 2000, hubo 6.536 personas, 2.773 hogares y 1.807 familias residiendo en el condado. La densidad poblacional era de 8 personas por milla cuadrada (3/km²). En el 2000 había 3.270 unidades habitacionales en una densidad de 4 por milla cuadrada (2/km²). La demografía del condado era de 97,23% blancos, 0,23% afroamericanos, 0,83% amerindios, 0,14% asiáticos, 0,02% isleños del Pacífico, 0,38% de otras razas y 1,18% de dos o más razas. 1,07% de la población era de origen hispano o latino de cualquier raza. 
La renta promedio para un hogar del condado era de $29.776 y el ingreso promedio para una familia era de $39.866. En 2000 los hombres tenían un ingreso medio de $27.869 versus $20.000 para las mujeres. La renta per cápita para el condado era de $16.368 y el 11,60% de la población estaba bajo el umbral de pobreza nacional.

## Ciudades y pueblos
| - Anthony - Attica | - Bluff City - Danville | - Freeport - Harper | - Waldron |